# Elton Mayo
George Elton Mayo (26. prosince 1880 Adelaide – 7. září 1949 Guildford, Anglie) byl americko-australský psycholog a sociolog, zakladatel teorie managementu Škola lidských vztahů.
Přišel na fakt, že zlepšení pracovních podmínek vede ke zvýšení produktivity práce. Pokud se skupina podrobená tomuto systému vrátí zpět do horších podmínek, jejich produktivita zůstává i nadále stejná. Změnil průmyslovou teorii, nestrašilo se „holí“, vytvářel se vztah důvěry. Sankce byly opuštěny a vyžadovala se odpovědnost. Produktivita je funkcí představ, které získáváme po práci. Zaměstnavatel se má chovat k podřízeným jako otec k dětem (např. Tomáš Baťa).
Výzkumy, které Elton Mayo prováděl mezi lety 1927 až 1932 ve firmě Western Electric v Chicagu u kolektivu žen, prokázaly důležitost mezilidských vztahů na pracovišti.
Mayo měnil pracovní prostředí, režim a ostatní podmínky práce. A došel k závěru, že tyto faktory prostředí a ekonomické faktory nejsou pro výši pracovního výkonu určující (ženy pracovaly za horších podmínek lépe). Jeho nálezy nekorespondovaly s Taylorovou teorií, ten se snažil motivovat pracovníky pouze hmotně.
Na základě výsledků experimentů se Mayo snažil dát zaměstnancům více svobody a vytvořit dobrou sociální atmosféru. Objevil, že pracoviště je sociální prostředí a sociální faktory jsou více motivující než faktory ekonomické.
Když ženy vydělil od ostatních pracovníků, zvýšilo to jejich sebeúctu, když mohly mít přátelský vztah s vedoucím, cítily se šťastnější v práci. Zabezpečil si jejich spolupráci a loajalitu, to vysvětlilo zvýšení produktivity.
Dokázal, že zaměstnanci pracovali lépe, když měli dobré vztahy s vedením, když vedení zacházelo se zaměstnanci s respektem a když dostali zaměstnanci možnost spolurozhodování. Za velmi důležité pokládal uznání v rámci pracovní skupiny. V rámci pracovní skupiny se ustavují jisté normy pracovního výkonu, jejichž dodržování se promítá do výše sociální pozice jedince ve skupině.
Ke zvýšení výkonu nevedou environmentální faktory (zkoumal také např. vliv osvětlení), ale mezilidské vztahy.
Elton Mayo je pokládán za zakladatele teorie human relations (lidských vztahů).